# 蘭の契り
『蘭の契り』（らんのちぎり）は、岡野麻里安によるライトノベル。ジャンルはボーイズラブファンタジー。『蘭の契り』全3巻、続編である『蘭の契り 青嵐編』全4巻がそれぞれ講談社X文庫ホワイトハートより発売されている。

## 主要人物
真田光
寺の住職の孫で普通の高校生だったが、瀕死だった狼牙に草薙剣の力を託された。その事がきっかけで退魔師となる。
元々潜在的な霊力があるが、それを自在に使う事は出来なかった。
（『蘭の契り』2巻で早乙女師匠の修行を受け、霊力を自在に使う事が可能となる。）
『蘭の契り』2巻で傷ついた千晶を癒すため千晶に体を開き、千晶への愛に目覚めていく。
『蘭の契り　青嵐編』では千晶と同棲している。
4巻にて銀鱗王に憑依された千晶を草薙の剣で刺し、同時に退魔師としての力を失った。
千晶
九尾の狐・玉藻と人間の陰陽師の間に生まれた半妖で妖しい美貌の少年。退魔師。
九尾の狐である玉藻を母に持つ為、北斗聖宗での立場は不安定。
退魔師としてはトップレベルの実力を持ち、妖の力を使うときは銀の尾と狐耳が出、服は白の狩衣に変化する。
自分と一緒にいる事で光が危険に晒される事を危惧しているが、光を深く愛し一途に思う。
他者に光を貶されると激怒する。
幼い頃、鬼道修一によって父を殺され母を連れ去られたため他人に心を開かない。
光と出会うまで数多くの男女と関係を持っていた。
（『蘭の契り　青嵐編』3巻で光と出会う前、遊郭・七つ木霊に黒蘭という名前でよく通っていたという事が発覚した。）
蔵尾
富士五湖の一つ・西湖の龍神。医師。
千晶を気に入り何かと誘惑してくる。千晶に深く愛されている光を嫉妬する。
女嫌いで、人間嫌い。人を食った様な性格。
金花
『蘭の契り』での千晶のパートナー。猫又の妖の退魔師。
見た目は20代だが実は1000歳以上。歳の事を言われる事を嫌う。
桐生小夜子
どんな妖でも眠らせてしまう歌声を持つ少女。通称・セイレーンの魔女。
心優しい少女だが父の為に力をふるう。
鬼道と光・千晶との戦いが終わった後北斗聖宗に幽閉される。
ある戦いの後癒しの力が目覚めたため、蔵尾の元で修行をする事になる。